# Alfons Sard Sánchez
Alfons Sard Sánchez (Palma, 1954) és un artista plàstic mallorquí que ha desenvolupat la seva activitat professional en el camp de l'educació i en l'escultura, essent un dels membres del moviment anomenat Nova Plàstica Mallorquina. El seu estil s'emmarca dins de l'art conceptual.
Sard realitzà els estudis secundaris al Col·legi Sant Francesc de Palma i es llicencià en belles arts a la Universitat de Barcelona el 1977. Durant els anys a Catalunya col·laborà en l'edició de la revista del poeta Andrés Sánchez Robayna Literradura el 1976 i exposà pintura a Barcelona el 1974 amb un enfocament conceptual. En acabar els estudis compaginà la producció artística amb la feina de professor d'educació secundària a diferents instituts de Mallorca (IES Llucmajor de Llucmajor, IES Josep Maria Llompart de Palma) fins a la seva jubilació. En els primers anys, Sard formà part del col·lectiu Taller Llunàtic, amb el qual participà en l'esdeveniment artístic Saló de Tardor, l'octubre de 1976 al casal Balaguer de Palma. En aquesta primera etapa exposà pintura a Palma (1979 i 1982). El 1983 abandonà la pintura per dedicar-se a l'escultura.

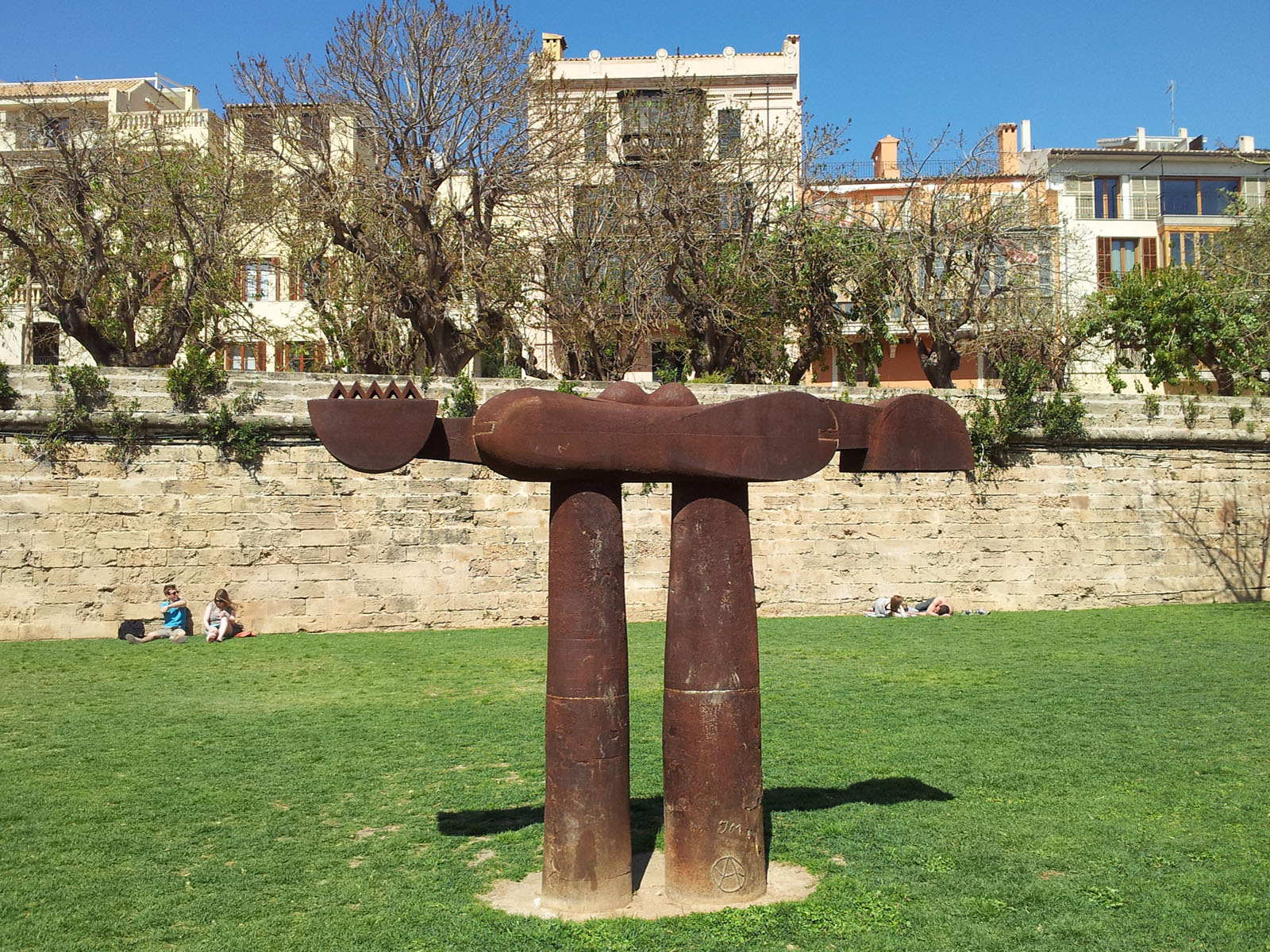
Porta-tòtem d'Alfons Sard (1991). Escultura en ferro al Parc de la Mar de Palma.

A les obres escultòriques, Sard ha emprat ferro forjat, fusta, guix, llautó, polièster i d'altres. El tema central d'elles és l'home i la seva relació amb el món. Exposà escultures a Palma (1989 i 1993) i a Manacor (1987). Participà a l'exposició Universal de Sevilla del 1992, al Pavelló de les Illes Balears, i en la mostra d'Art Contemporani (ARCO) el 1993 i el 1994 a Madrid. Des del 1996 sent un creixent desacord cap al circuit comercial de l'art i, en conseqüència, minora el ritme de les aparicions públiques. Més dedicat a la docència, segueix participant en diverses mostres a Mallorca, promou qualque actuació artística (Degotís, 2004) i col·labora en mitjans com Cultura Mallorca.
Sard té obra pública a Palma i Barcelona i a les col·leccions de La Caixa, l'Ajuntament de Palma, el Consell de Mallorca i el Govern de les Illes Balears, a banda de col·leccions particulars.